# Клакмананшър
Клакмананшър  (на английски: Clackmannanshire; на шотландски келтски: Siorrachd Chlach Mhannainn) е административна област в Централна Шотландия.
Това е най-малкото британско историческо графство, често е наричано Мъничкото графство (The Wee County). Писмено обикновено е съкращавано като Клакс (Clacks).
Граничи с областите Пърт анд Кинрос, Стърлинг и Файф.

## Населени места
- гр. Алоа (Alloa)
- гр. Долар (Dollar)
- гр. Клакманан (Clackmannan)